# Holomelina cetes
Holomelina cetes là một loài bướm đêm thuộc phân họ Arctiinae, họ Erebidae.